# 2021년 kt wiz 시즌
2021년 Kt 위즈 시즌은 Kt 위즈가 KBO 리그에 참가한 7번째 시즌으로 이강철 감독이 팀을 이끈 3번째 시즌이다. 황재균이 주장을 맡았다. 팀은 정규 시즌에서 삼성 라이온즈와 승률 공동 1위를 기록했고, 1위 결정전에서 승리하여 창단 첫 정규 시즌 1위를 기록하며 포스트시즌에 진출했다. 이후 2021년 한국시리즈에서 두산 베어스를 상대로 4연승을 거두며(4승 무패) 사상 첫 우승을 했다.

## 또다시 나타난 경우의 수
그리고 2021년에도 kt 위즈는 최종전을 앞두고 삼성 라이온즈와 공동 선두를 달리고 있어서 확실하게 단독 1위가 결정되지 않았다. 야구에서는 확실하게 공동 1위보다는 단독 1위를 택하고 있어서 순위를 가려야 하는 상황이었다. 그러기 때문에 kt 위즈가 단독 1위를 하기 위해서는 최종전에서 무조건 이겨놓고, 같은 시간 삼성 라이온즈가 패배해야 단독 1위를 기록하는 상황이었다. 반대로 패배하면 단독 1위는 무조건 물거품이 되고, 삼성 라이온즈가 이기면 단독 1위는 삼성 라이온즈에게 넘어가고 만다. 다행히 kt 위즈는 최종전에 SSG 랜더스를 8:3으로 크게 이겼다. 하지만, 그 전에 삼성 라이온즈가 NC 다이노스를 11:5로 승리하는 바람에 KT 위즈가 이겼어도 여전히 순위를 못 가려 10월 31일 타이 브레이크 경기를 했다. 타이 브레이크 경기에서는 kt 위즈가 1점차 승리로 단독 1위를 하여 KBO 리그 사상 창단 최초로 단독 1위를 하면서 2021년 KBO 포스트시즌에 연속 2번 진출할 수 있게 되었다.

### 2021년 KT 위즈와 삼성 라이온즈 최종 결과
| 순위 | 날짜      | 팀명          | 승점          | 최종 결과                      | 결과                                 | 장소              | 비고 |
| ---- | --------- | ------------- | ------------- | ------------------------------ | ------------------------------------ | ----------------- | --- |
| 1위  | 10월 30일 | kt 위즈       | 76승 9무 59패 | kt 위즈 8:3 SSG 랜더스         | KT 위즈 승리 / 1위 / 포스트시즌 진출 | 인천SSG랜더스필드 | 1. 같은 시간에 삼성 라이온즈도 승리하는 바람에 단독 1위에는 실패. 2. KT 위즈 최종전에 승리하면서 1위 유지. 3. 공동 1위가 된 삼성 라이온즈와 타이브레이커 경기를 실시함.        |
| 1위  | 10월 30일 | 삼성 라이온즈 | 76승 9무 59패 | 삼성 라이온즈 11:5 NC 다이노스 | 승리 / 1위 유지 / 포스트시즌 진출    | 창원NC파크        | 1. 삼성 라이온즈가 대승을 거두면서 그대로 1위 유지. 2. 같은 시간 KT 위즈도 승리하는 바람에 공동 1위 유지(단독 1위 실패). 3. 공동 1위가 된 KT 위즈와 타이 브레이커 경기를 펼침. |

#### kt 위즈의 최종 승리로 키움 히어로즈 5위 진출
또한, kt 위즈의 승리는 기타로 무조건 승리해야 5위로 와일드카드 경기를 가져야 하는 키움 히어로즈에게도 KBO 포스트시즌에 어느 정도 이바지를 했다. 키움 히어로즈는 최종전에서 어떤 경기 상관없이 무조건 최소한 이겨야 하고, SSG 랜더스가 패배해야 되는데, 키움 히어로즈는 경우의 수대로 최종전에서 KIA 타이거즈를 무조건 이겼다. 이후 kt 위즈가 SSG 랜더스를 8:3으로 이겨서 키움 히어로즈는 5위로 등극, 와일드카드에 진출 했다.
| 날짜             | 원정 팀       | 득점  | 홈 팀        | 장소                 | 승점           | 결과               | 비고                                                     |
| ---------------- | ------------- | ----- | ------------ | -------------------- | -------------- | ------------------ | -------------------------------------------------------- |
| 2021년 10월 30일 | 키움 히어로즈 | 6 : 1 | KIA 타이거즈 | 광주기아챔피언스필드 | 70승 7무 67패  | 키움 히어로즈 승리 | SSG 랜더스의 패배로 5위로 올라가 와일드카드 경기를 치름. |
| 2021년 10월 30일 | kt 위즈       | 8 : 3 | SSG 랜더스   | 인천SSG랜더스필드    | 66승 14무 64패 | 패배               | 키움 히어로즈가 승리하는 바람에 탈락.                    |

##### 두산 베어스 kt 위즈의 보답 거절
KT 위즈는 2020년 KBO 포스트시즌에서 두산 베어스가 승리하고 아울러 3위까지 올라가는 상황이 가장 도움이 되는 상태였다. 이유는 두산 베어스가 키움 히어로즈를 이기기만 하면 일단 KT 위즈는 비록 최종전에서 져도 우선 4위까지 떨어지는 일은 면할 수 있고, 두산 베어스는 4위는 적어도 확보할 수 있다. 그런데, 여기에 같은 시간에 LG 트윈스까지 패하면 두산 베어스가 3위까지 올라갈 수 있고, 동시에 kt 위즈는 최종전 상관없이 2위를 유지할 수 있다. 그리고 KT 위즈는 그 전에 승리했기 때문에 두산 베어스가 이기고, KT 위즈가 져도 두산 베어스는 2위까지 오르지 못한다.
그리고, 2021년에 kt 위즈가 반대로 두산 베어스에게 그 보답을 해줄 수 있는 기회가 왔다. 이유는 두산 베어스가 이기거나 무승부를 거두면 KT 위즈의 도움을 굳이 받지 않더라도 자력으로 4위를 지킬 수 있으나 반대로 패할 때가 문제다. 이는 두산 베어스가 최종전에서 한화 이글스에게 지고, 같은 시간에 SSG 랜더스가 kt 위즈를 승리하면 순위가 5위로 뒤바뀌기 때문이다. 물론 SSG 랜더스가 반대로 무승부나 패배하면 두산 베어스는 굳이 승리나 무승부가 아니더라도 그대로 4위가 유지되지만 이런 경우에는 두산 베어스가 KT 위즈의 최소한 도움을 받아야 한다. 물론 4위든, 5위든 둘 다 최소한 KBO 포스트시즌에 진출하는 상황이고 와일드카드 경기부터 치르게 되는 상황은 마찬가지였다. 하지만 5위보다 4위가 1승을 먼저 얻은 상태에서 5위와 두 경기를 하기 때문에 이왕 5위보다 4위가 더 유리한 순위였기 때문이다.
그리고, 실제로 KT 위즈가 SSG 랜더스를 8:3으로 잡아줬기 때문에 두산 베어스는 최종전 결과 상관없이 4위가 확정되는 순간이었지만, 그런데도 불구하고 두산 베어스는 최종전 1회초부터 한화 이글스를 강하게 몰아붙여 결국 5:3으로 이기면서 이미 4~5위의 경우의 수가 자연히 사라진 상태였다. 결국 이로써, 2020년 KBO 포스트시즌 때에 두산 베어스의 최종 승리와 3위까지 올라간 덕에 비록 최종전에서 져도 이 도움으로 2위를 유지하게 된 KT 위즈의 보답을 두산 베어스가 최종전에서 자력으로 승리하면서 스스로 거절했다. 이로써, KT 위즈는 안타깝게도 두산 베어스에게 도움을 주기까지는 실패하고 말았다.
또 2021년 한국시리즈에서 두산 베어스와 만났는데 1차전부터 4차전까지 일방적인 승리를 거듭하여 KT 위즈가 창단 첫 우승을 했다.

## 선수단
- 선발투수: 고영표, 데스파이네, 배제성, 쿠에바스, 소형준, 엄상백, 이정현
- 구원투수: 주권, 심재민, 조현우, 박시영, 김민수, 안영명, 이창재, 이대은, 전유수, 유원상, 이강준, 하준호, 이상동, 이보근
- 마무리투수: 김재윤, 지명성, 한차현
- 포수: 장성우, 허도환, 김준태, 이홍구
- 1루수: 강백호, 문상철, 천성호
- 2루수: 오윤석, 신본기, 박경수, 강민국, 박승욱
- 유격수: 심우준, 권동진, 고명성
- 3루수: 황재균, 김병희
- 좌익수: 김민혁, 송민섭, 알몬테, 홍현빈, 조용호
- 중견수: 배정대
- 우익수: 호잉, 김건형, 김태훈
- 지명타자: 유한준

## 타이틀
- 도쿄 올림픽 국가대표: 고영표, 황재균, 강백호
- KBO 골든글러브: 강백호 (1루수)
- 리얼글러브: 강백호 (1루수), 배정대 (외야수), 고영표 (투수)
- 한국시리즈 MVP: 박경수
- 일구상 프로지도자상: 이강철
- 마구마구 플레이어스 초이스 어워드 스타플레이어상: 강백호
- KBO 골든포토상: 유한준, 박경수
- KBO 페어플레이상: 고영표
- 조아제약 프로야구대상 대상: 강백호
- 조아제약 프로야구대상 최고투수상: 고영표
- 조아제약 프로야구대상 프로감독상: 이강철
- 조아제약 프로야구대상 프런트상: kt 위즈 프런트
- 웰컴톱랭킹 5월 투수 1위: 배제성
- 웰컴톱랭킹 7월 투수 1위: 쿠에바스
- 웰컴톱랭킹 9월 투수 1위: 고영표
- 출장(타자): 배정대 (144)
- 출장(야수): 배정대 (144)
- 선발 출전(야수): 배정대 (139)
- 고의4구: 강백호 (10)
- 선발등판: 데스파이네 (33)
- 완봉: 쿠에바스, 고영표 (1)
- 이닝: 데스파이네 (188.2)
- 상대한 타자 수: 데스파이네 (819)
- 추정 득점: 강백호 (117.6)
- GPA: 강백호 (0.333)
- 이닝 당 출루허용률: 고영표 (1.04)
- 퀄리티 스타트: 고영표, 데스파이네 (21)
- 투구 수: 데스파이네 (3405)
- 수비이닝: 배정대 (1189.1)
- 풋아웃: 강백호 (1024)
- 병살 처리: 강백호 (98)
- 컴투스프로야구2022 타이틀홀더 라인업: 고영표 (선발투수), 강백호 (1루수), 이대은 (구원투수), 김재윤 (마무리투수)
- 컴투스프로야구 가을의 전설 라인업: 쿠에바스 (선발투수), 박경수 (2루수)

### 퓨처스리그
- 퓨처스리그 플레이어스 초이스 투수상: 이정현
- 퓨처스리그 플레이어스 초이스 야수상: 전진영
- 3루타: 전진영 (8)
- 볼넷: 최태성 (48)
- 출장(투수): 안현준 (46)
- 다승: 김태오, 이정현 (10)
- 이닝: 이정현 (117.2)

## 여담
- 박경수는 이 시즌에 구단 사상 최초로 kt 위즈 소속으로 통산 3000타석을 달성했다.
- 이정현은 KBO 퓨처스리그 9월 19일 상무 전에서 무사사구 완봉승을 기록했다. 이는 현재까지 KBO 퓨처스리그 역대 무사사구 완봉승 중 퍼펙트 게임이나 노히트 노런이 아닌 유일한 경우다.
- 심우준은 야수 선택 3회로 2013년 이후 단일 시즌 내야수 최다 기록을 세웠다.
- 쿠에바스, 박시영, 김재윤은 삼성 라이온즈와의 1위 결정전에서 각각 KBO 리그 1위 결정전 사상 첫 선발승, 홀드, 세이브의 주인공이 되었다.
- 시즌 후 처음으로 낙동강 교육리그에 참가했다.
- 주권은 구단과의 연봉 협상에 진전이 없자 연봉 중재 위원회에 연봉 중재 신청을 하여 승리했다.
- 팀은 총 645개의 볼넷을 얻어내 단일 시즌 팀 최다 볼넷 기록을 세웠다.
- 금민철은 이 시즌을 끝으로 은퇴하여, KBO 리그 역대 주포지션이 투수였던 선수 중 통산 최다 삼진 대비 볼넷 출루(1), 최고 순출루율(0.333) 기록을 세웠다.
- 유한준은 KBO 리그 단일 포스트시즌 사상 40대 타자 최다 볼넷(4), 사구(1) 기록을 세웠다.